# Hosszúvölgy, Zala
Hosszúvölgy  este un sat în districtul Nagykanizsa, județul Zala, Ungaria, având o populație de 171 de locuitori (2011). 

## Demografie
Componența etnică a satului Hosszúvölgy
     Maghiari (77,3%)
     Germani (22,7%)
Componența confesională a satului Hosszúvölgy
     Romano-catolici (63,74%)
     Fără religie (5,85%)
     Reformați (2,34%)
     Necunoscută (28,07%)
Conform recensământului din 2011, satul Hosszúvölgy avea 171 de locuitori. Din punct de vedere etnic, majoritatea locuitorilor (77,3%) erau maghiari, cu o minoritate de germani (22,7%).  Din punct de vedere confesional, majoritatea locuitorilor (63,74%) erau romano-catolici, existând și minorități de persoane fără religie (5,85%) și reformați (2,34%). Pentru 28,07% din locuitori nu este cunoscută apartenența confesională.